# Louie Hinchliffe
Louie Hinchliffe (né le 18 juillet 2002 à Sheffield) est un athlète britannique, spécialiste des épreuves de sprint.

## Biographie
Étudiant à l'Université de Houston et entraîné par Carl Lewis, Louie Hinchliffe se distingue en 2024 en devenant le premier Européen à remporter le 100 mètres des Championnats NCAA, dans le temps de 9 s 95, record personnel.
Il est médaillé de bronze au relais 4 × 100 m des Jeux olympiques de 2024 avec ses compatriotes Jeremiah Azu, Richard Kilty et Nethaneel Mitchell-Blake.

## Palmarès
| Date | Compétition     | Lieu  | Résultat | Épreuve   | Temps   |
| ---- | --------------- | ----- | -------- | --------- | ------- |
| 2024 | Jeux olympiques | Paris | 3e       | 4 × 100 m | 37 s 61 |

## Records
| Épreuve | Temps  | Lieu   | Date        |
| ------- | ------ | ------ | ----------- |
| 100 m   | 9 s 95 | Eugene | 7 juin 2024 |